# Montamarta
Montamarta è un comune spagnolo di 661 abitanti situato nella comunità autonoma di Castiglia e León.